# NGC 610
NGC 610 je jedan do danas nepotvrđeni objekt u zviježđu Kitu.

## Vanjske poveznice
- SEDS: NGC 0610